# Лікувальні мінеральні води Івано-Франківської області
Лікувальні мінеральні води Івано-Франківської області — сукупність наявних діючих мінеральних джерел на території області, які використовуються з лікувальною та профілактичною метою від різноманітних захворювань.

## Загальна характеристика
Усього на Івано-Франківщині виявлено близько 300 проявів мінеральних вод різноманітних типів. Джерела мінеральних вод розташовані на всій території області. На теренах Івано-Франківської області зустрічаються аналоги[прояснити] таких загальновідомих[джерело?] мінеральних вод як «Нафтуся», «Миргородська», «Моршинська», «Полюстрівська», «Казбегі», «Єсентуки» «Пістинська джерельна» та інші.
Мінеральні води Івано-Франківщини ділять за двома системами. Найпростіша, мінеральні води поділяють на води без специфічних компонентів і властивостей та води зі специфічними компонентами і властивостями. І за складнішою системою мінеральні води категоризують наступним чином. Залежно від мінералізації, наявності біологічно активних компонентів та застосування в області виділяють мінеральні лікувальні та мінеральні питні води. Останні, у свою чергу, за хімічними та бальнеологічними показниками поділяють на лікувально-столові та природні столові води. Лікувально-столові води за своїм хімічним складом, вмістом специфічних, біологічно активних компонентів, мікроелементів, категоризують на такі типи вод: з вмістом органічних речовин, вуглекислі, залізисті, борні, бромні та йодні води.

## Наукові дослідження
Приблизно 10 % зі всіх джерел мінеральних вод ґрунтовно досліджено, ще менше — введено в експлуатацію.[джерело?] Станом на 2005 рік, води 32-х мінеральних джерел області занесено до Державного кадастру «Води мінеральні питні», із них 12 — лікувально-столових, 20 — природно-столових.[джерело?]

## Практичне використання
Використання мінеральних вод в області, особливо з лікувальною метою, знаходиться на дуже низькому рівні.[прояснити] Діють тільки декілька[прояснити] десятків джерел мінеральних вод і декілька спеціалізованих бальнеологічних курортів.[джерело?]

## Діючі курорти
Відомі[прояснити] лікувальні курорти області на базі мінеральних вод:
- Бальнео-грязевий передгірний курорт Черче в с. Черче Рогатинського району. Як лікувальні засоби тут уживають для пиття і ванн сірко-водневу, сульфатно-гідрокарбонатно-кальцієву та сульфатно-кальцієву лікувальні води. На куроті лікують захворювання органів руху й периферичної нервової системи, гінекологічні захворювання.

- Санаторій-профілакторій «Джерело Прикарпаття» в с. Новий Мізунь Долинського району. Діє джерело води «Горянка», аналогічної[прояснити] за дією трускавецькій «Нафтусі», які придатні для лікування систем травлення

- Оздоровчий комплекс «Синьогора» в с. Гута. Тут діють джерела мінеральної води «Гута — 1», «Гута — 2».

- Гірськолижний та SPA-курорт «Буковель». Гідрокарбонатно-натрієві мінеральні води «Буковель-1» і «Буковель-2» вживають до для лікування систем травлення.

## Інші Функціонуючі мінеральні джерела
Функціонує свердловина мінеральної води «Верховинська» в с-ще. Верховина, джерела мінеральних вод «Буркут» в с. Буркут та сірчановодневої води в с. Кривопілля.
На території Галицького району є такі мінеральні джерела: «Чисте джерело», «Зачарована Христина», «Наша вода», «Міреллі», «Княжа криниця». Всі вони знаходяться в с-ще. Більшівці. За своєю природною мінералізацією води відносяться до столових вод. Рекомендовані для вживання українським НДІ медичної реабілітації і курортології[джерело?] як для пиття, так і для приготування їжі. Мінералізація води становить 0,4 — 0,8 г/дм куб, що, на відміну від вод з високою мінералізацією, дає змогу вживати її для пиття в необмеженій кількості
На території Коломийського району знаходяться мінеральні джерела та свердловини:
- в с. Слобода мінеральне джерело на базі якого працює цех мінеральних вод «Меридіан».
- в с. Підгайчики свердловина на базі якої працює АТЗТ «АТ/ Алпрут».
- в с. Королівка свердловина на базі якої працює ВАТ «Криничка».
- в с. Марківка джерело «Білі Криниці» з цілющими та лікувальними властивостями.

Косівській район:
- Мінеральні води, що виробляються у Косівському районі: Косівчанка, Іванка, Аршиця, Кринчиста, Каменецька, Косівська, Шешорівська, Пістинська джерельна
- Санаторій «Косів» заснований на базі цілющих соляних вод Банського озера в Косові . В лікувально-соляному закладі проводиться лікування хворих на верикоз розширення вен.
- Курорт «Шешори».
- Оздоровчо-лікувальна база включає водолікувальний комплекс на 20 ванн, де відпускаються мінеральні ванни з місцевого мінерального природного джерела, а також «перлинні», хвойні, сірководневі, сірчано-бромні, морські ванни. Для лікування захворювань шлунково-кишкового тракту, печінки і жовчовивідної системи, діатезів та порушення обміну речовин використовується мінеральна вода з місцевого джерела.

## Родовища мінеральних вод

### Води без специфічних компонентів і властивостей
Води без специфічних компонентів і властивостей поширені на значній території області в Рогатинському, Галицькому, Тисменицькому, Тлумацькому, Городенківському, Калуському, Коломийському районах.
Ресурси мінеральних вод в області становлять 8812 м³/добу, в тому числі води: кишинівського типу — 186 м³/добу; українського типу — 6985 м³/добу; казанського типу — 397 м³/добу; кашинського типу — 293 м³/добу; угличського типу — 26 м³/добу; каспійського типу — 242 м³/добу; хіловського типу — 10 м /добу; миргородського типу — 606 м³/добу; мінського типу — 67 м³/добу.

### Мінеральні води зі специфічними компонентами і властивостями
Мінеральні води поширені смугою в південно-західній частині області в межах Верховинського, Косівського, Надвірнянського, Богородчанського, Долинського районів.
Попередньо оцінені запаси становлять 175 м³/добу за категорією С2. У результаті гідрогеологічних досліджень в межах області виявлено понад 60 водопунктів мінеральних вод. Із них активно використовуються лише вода «Горянка», родовище якої розташоване в с. Новий Мізунь Долинського району та «Гута» в с. Гута Богородчанського району. Ресурси мінеральних вод становлять 3540 м³ /добу.

#### Вуглекислі води
Вуглекислі води мають поширення в південній частині області, у межах Верховинського району, у басейні р. Чорний Черемош. Води за складом і властивостями близькі до знаменитих кавказьких мінеральних джерел «Нарзан» і «Казбегі». Запаси мінеральних вуглекислих вод за п'ятьма проявами оцінені в кількості 25,0 м³/добу за категорією С2.

#### Сульфідні води
Сульфідні води поширені в Рогатинському, Тлумацькому, Калуському, Тисменицькому, Коломийському, Городенківському, Снятинському районах. На курорті Черче запаси оцінені в кількості 54,0 м³/добу, в Коршівському блоці запаси оцінені в кількості 74,0 м³/добу за категорією С2. Прогнозні ресурси сульфідних вод становлять 5130 м³/добу.

#### Залізисті води
Залізисті води поширені в південній і в південно-східній частинах області в межах Рожнятівського, Богородчанського, Надвірнянського, Косівського і Верховинського районів. Запаси по
15 джерелах оцінені в кількості 120,0 м³/добу за категорією С2.

#### Мінеральні содові води
Мінеральні содові води виявлені у Верховинському, Надвірнянському та Долинському районах. Оцінені запаси вод становлять 30,0 м³/добу за категорією С2;

#### Бромні, йодні, йодо-бромні води
Води бромні, йодні, йодо-бромні пов'язані з розсолопроявами та попутними пластовими водами нафтових родовищ у передгірських та гірських районах області, а також складають великі
поклади в глибоких горизонтах Передкарпатського прогину. Води перспективні для бальнеологічного та промислового використання (вміст брому в покладах коливається від 170 до 1055
мг/дм³, а йоду — у межах 15-1000,7 мг/дм³). Зважаючи на те, що при комплексному добуванні вказаних мікроелементів їх вміст повинен бути не меншим 200 мг/дм³ для брому і 10 мг/дм³ для йоду, глибинні мінералізовані води Прикарпаття можуть використовуватися як йодо-бромна сировина для промислового освоєння, запаси якої в області дуже значні.

#### Хлоридно-натрієві й сульфатвміщуючі розсоли
Хлоридно-натрієві й сульфатвміщуючі розсоли поширені смугою з північного заходу на південний схід територією Долинського, Калуського, Рожнятівського й Богородчанського районів. Оцінені запаси становлять 70 м³/добу за категорією С2.